# 波林格縣 (密蘇里州)
波林格县（英語：Bollinger County）是美國密蘇里州東南部的一個縣。面積1,609平方公里。根據美國2000年人口普查，共有人口12,029人。縣治馬布爾希爾（Marble Hill）。
成立於1851年3月1日。縣名紀念早期殖民者、州參議員喬治·F·波林格。